# Rasbokils kyrka
Rasbokils kyrka är en kyrkobyggnad i Rasbokils socken i Uppsala stift och tillhör Rasbo-Rasbokils församling. Den är belägen vid kanten av Lejstaåns dalgång, några kilometer norr om Rasbo socken. På platsen har troligtvis funnits en äldre kyrka. På detta tyder sakristiemurar som är äldre än övriga kyrkan. Föregångaren har troligen varit en träkyrka, vilken haft en murad sakristia. Kyrkogården omges av bogårdsmur med stiglucka som båda är byggda av gråsten.
På en backe söder om kyrkplatsen står klockstapeln från 1700-talet. Från början var stapeln en öppen konstruktion men på 1800-talet kläddes den in med panel.
På kyrkogården står runstenen U 1012.

## Kyrkobyggnaden
Nuvarande kyrka är byggd med gråsten och har tegel i gavelröstena. Rasbokils kyrka är en salkyrka med kyrkorum indelat i tre travéer. Enligt tradition ligger sakristian i nordost och vapenhuset i sydväst. Gavelröstena är spetsiga och har blinderingar till dekoration. Kyrkans äldsta mur finns mellan sakristian och koret. Den daterar sig troligen från folkungatiden och från en äldre sakristia från denna tid. I övrigt är kyrkan i dess helhet, med stjärnvalven, uppförd omkring 1500. Inga ytterligare tillbyggnader har gjorts sedan dess. Kalkmålningarna har utförts av den så kallade Rasbokilmästaren i början av 1500-talet. Kyrkan är ganska oförändrad. Under 1700-talet vitkalkades den invändigt, vilket var vanligt i alla kyrkor då. Samtidigt reparerades valven som var i dåligt skick. Det norra fönstret togs upp på 1870-talet. Samtidigt rappades exteriören. Interiören restaurerades 1909-1910 under ledning av Sigurd Curman. Då togs, i likhet med andra kyrkor vid den tiden, medeltidsmålningarna fram. Orgelläktaren ersattes då med ett podium på vilket orgeln ställdes. 1975 genomfördes tak- och plåtarbeten på kyrkan och klockstapeln. Spånen på stapelns övre tak ersattes med kopparplåt.

## Inventarier
- Dopfunten av gotländsk sandsten är troligen huggen på 1200-talet. Vid restaureringen 1909-1910 återfördes dopfunten till koret från att tidigare ha stått i likboden.
- Predikstolen är tillverkad 1646 av Berendt Sifwertson i Uppsala.
- Altaruppsats och altartavla är båda från 1700-talet.
- I klockstapeln som står en bit bort från kyrkan på åkern finns två kyrkklockor med slagtonerna fiss1 och b1.

### Orgel
- 1757 bygger Carl Holm, Uppsala en orgel med 11 stämmor. Orgeln skänktes i testamente efter kapten Johan Conrad Sternfeldt.[3]
- Den nuvarande orgeln är byggd 1829 av Pehr Zacharias Strand, Stockholm och är en mekanisk orgel med Slejflåda. Tonomfånget är på 54/18. Före 1909 var orgel placerad på västläktaren. Efter 1909 placerades den på ett högt podium i väster. 1932 renoverades den av Åkerman & Lunds Nya Orgelfabriks AB, Sundbybergs stad. 1971 renoverades orgeln av Bröderna Moberg.

| Manual                  | Pedal   |
| Principal 8´ B/D (H/c0) | Bihängd |
| Gamba 8'                |         |
| Borduna 8'              |         |
| Octava 4' B/D (c0/c#0)  |         |
| Flöjt 4'                |         |
| Octava 2'               |         |
| Trumpet 8' B/D (c0/c#0) |         |

## Gravar
- Carl Claes Mörner (1730-1786) vilar i von Postska familjegraven i Rasbokils kyrka.

## Bildgalleri

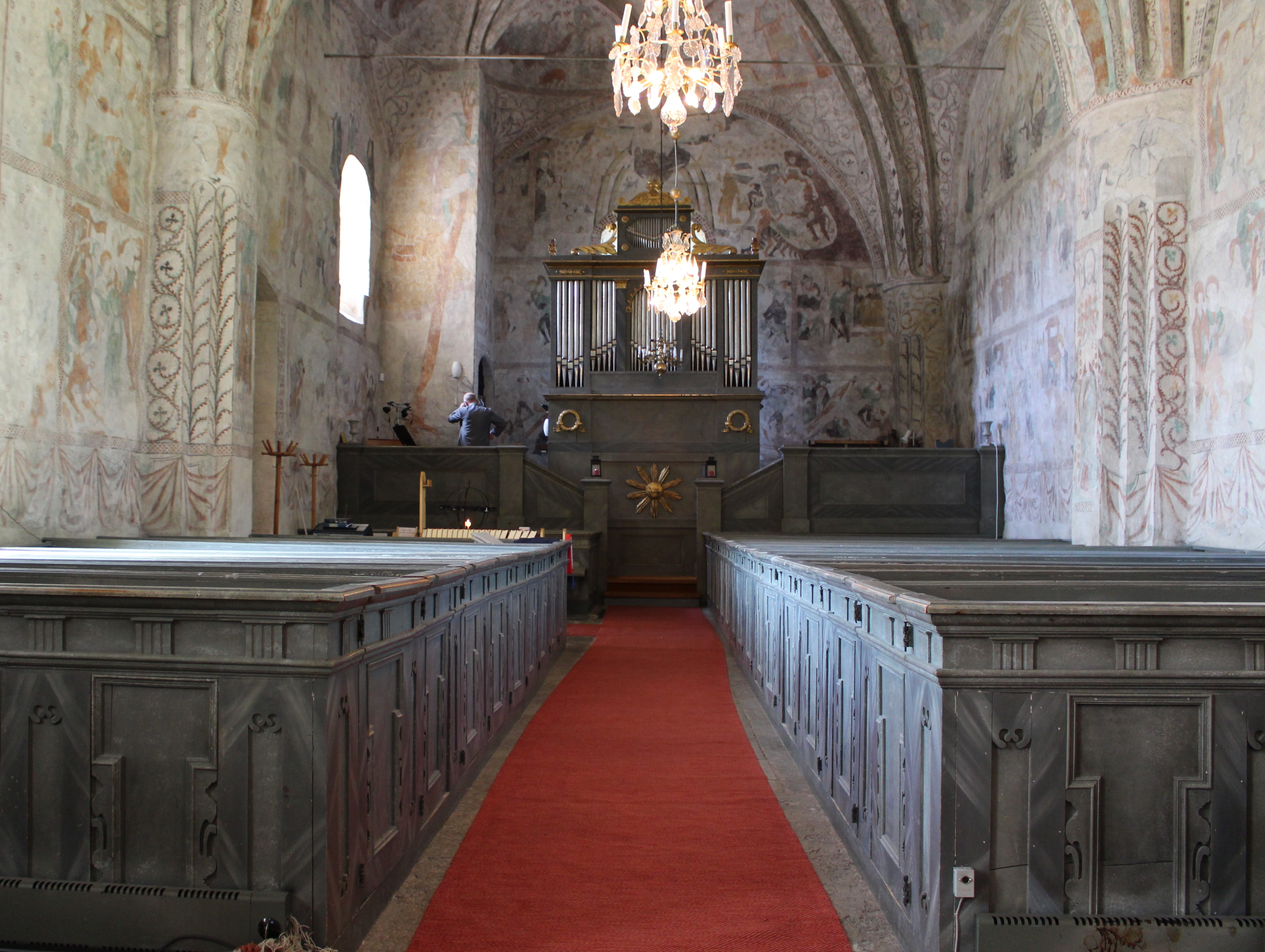
Kyrkorum mot väster
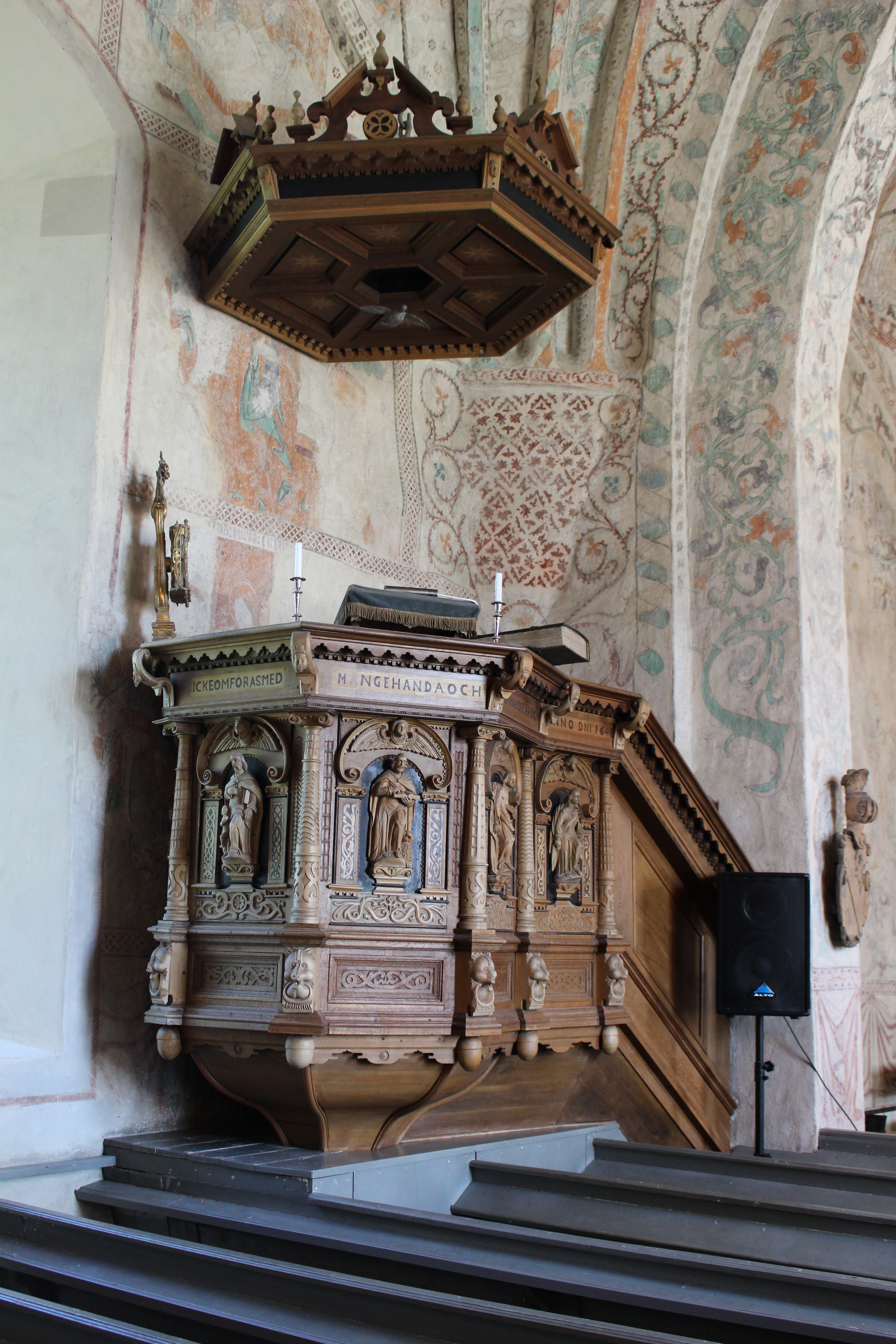
Predikstol
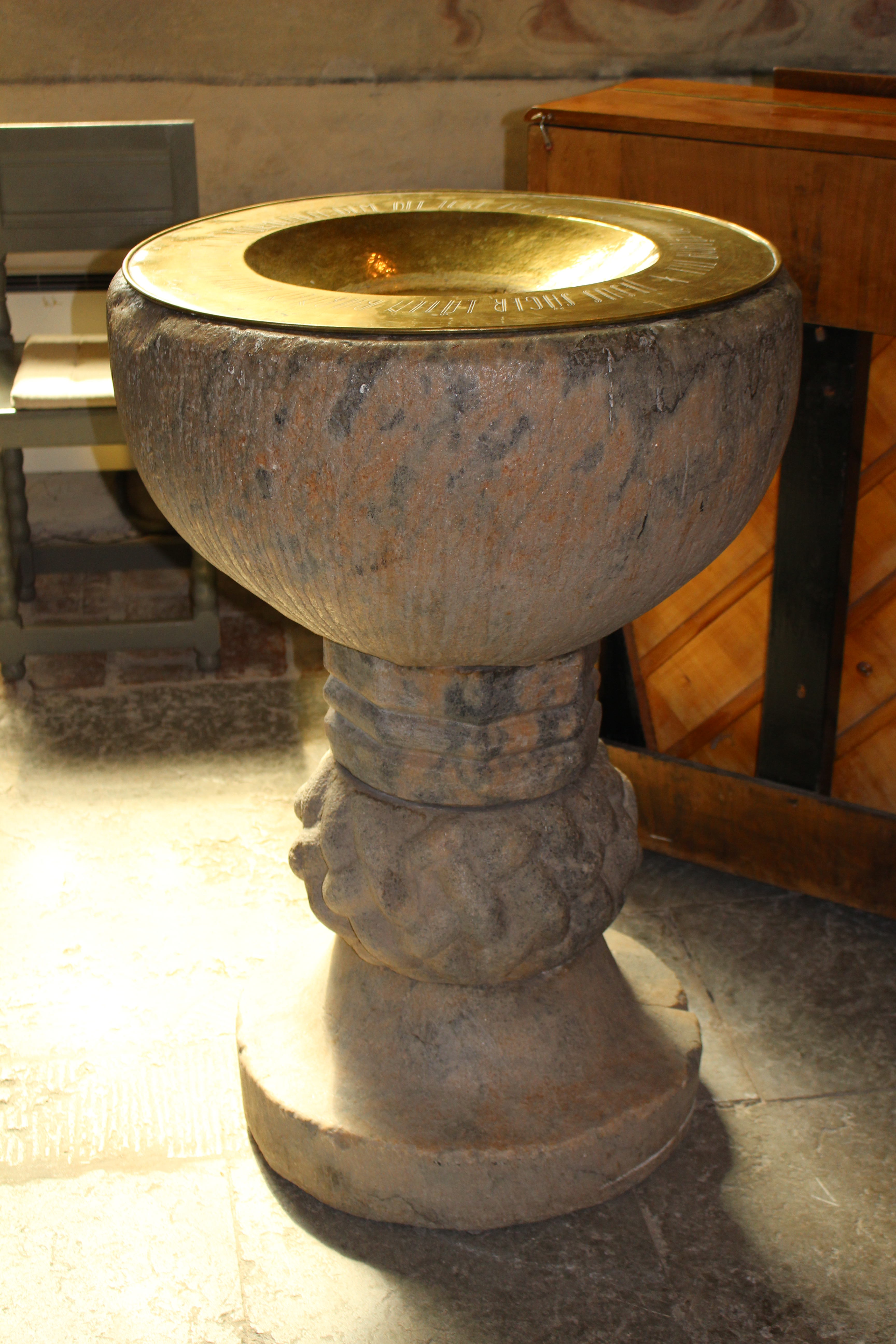
Dopfunt
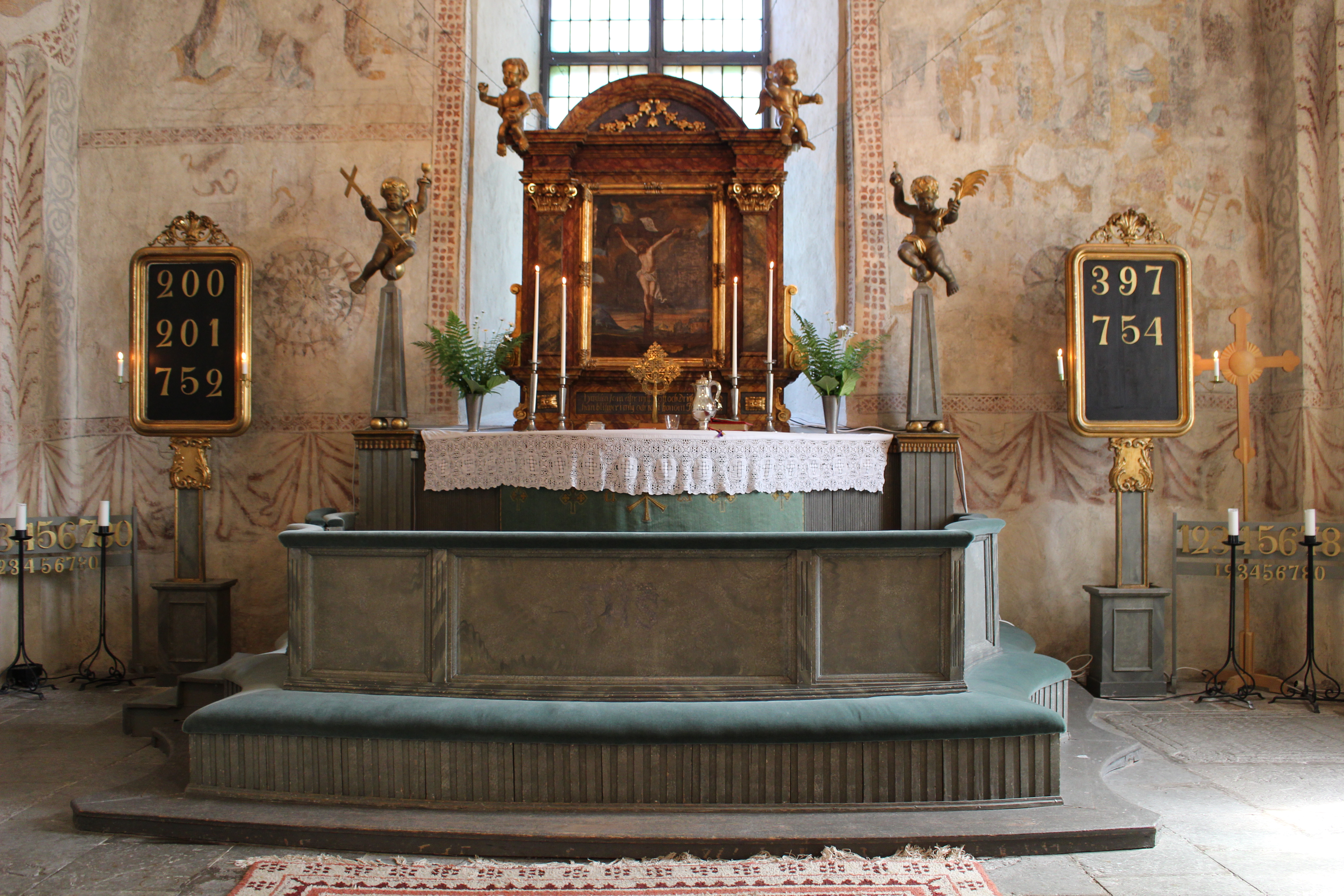
Altare
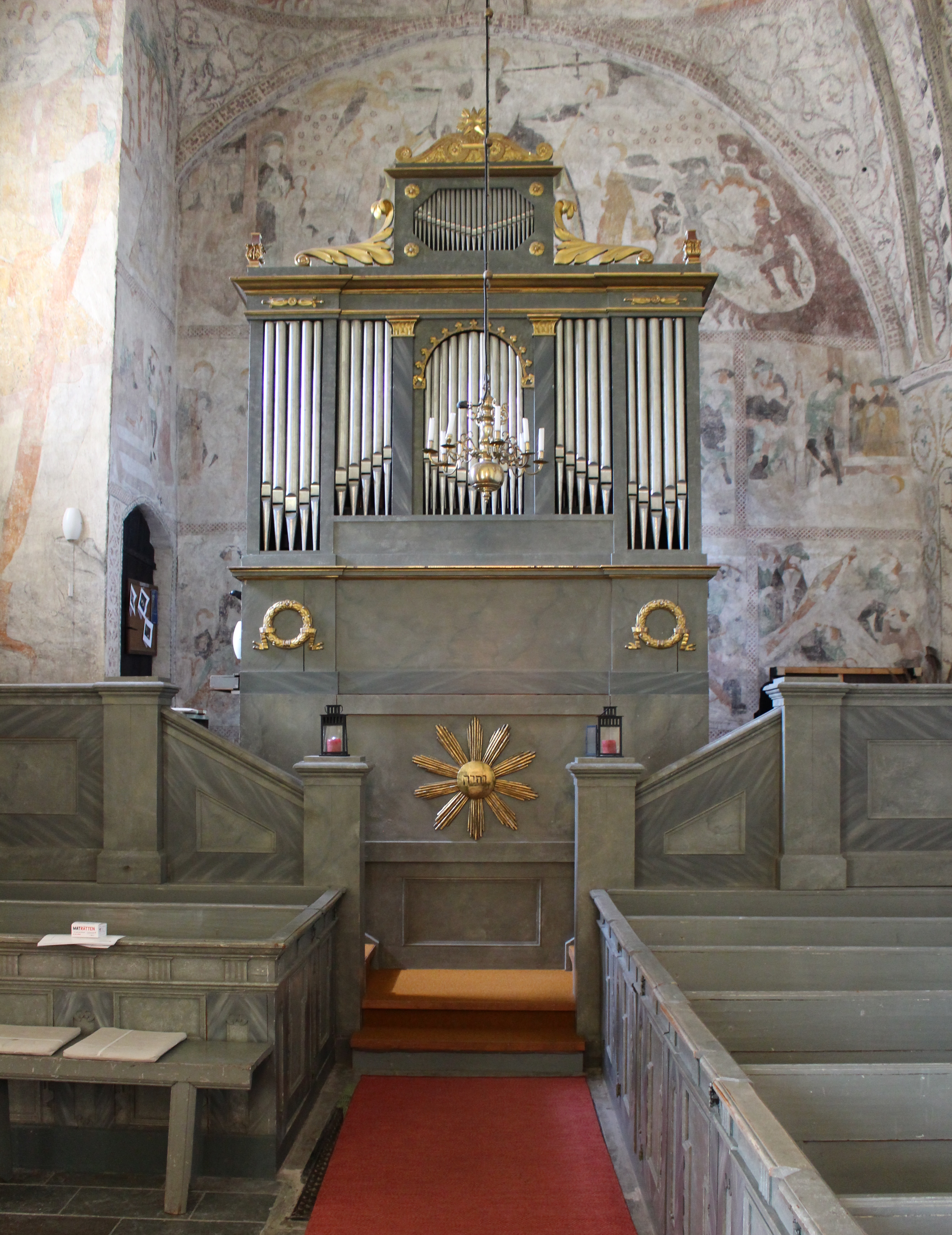
Orgel
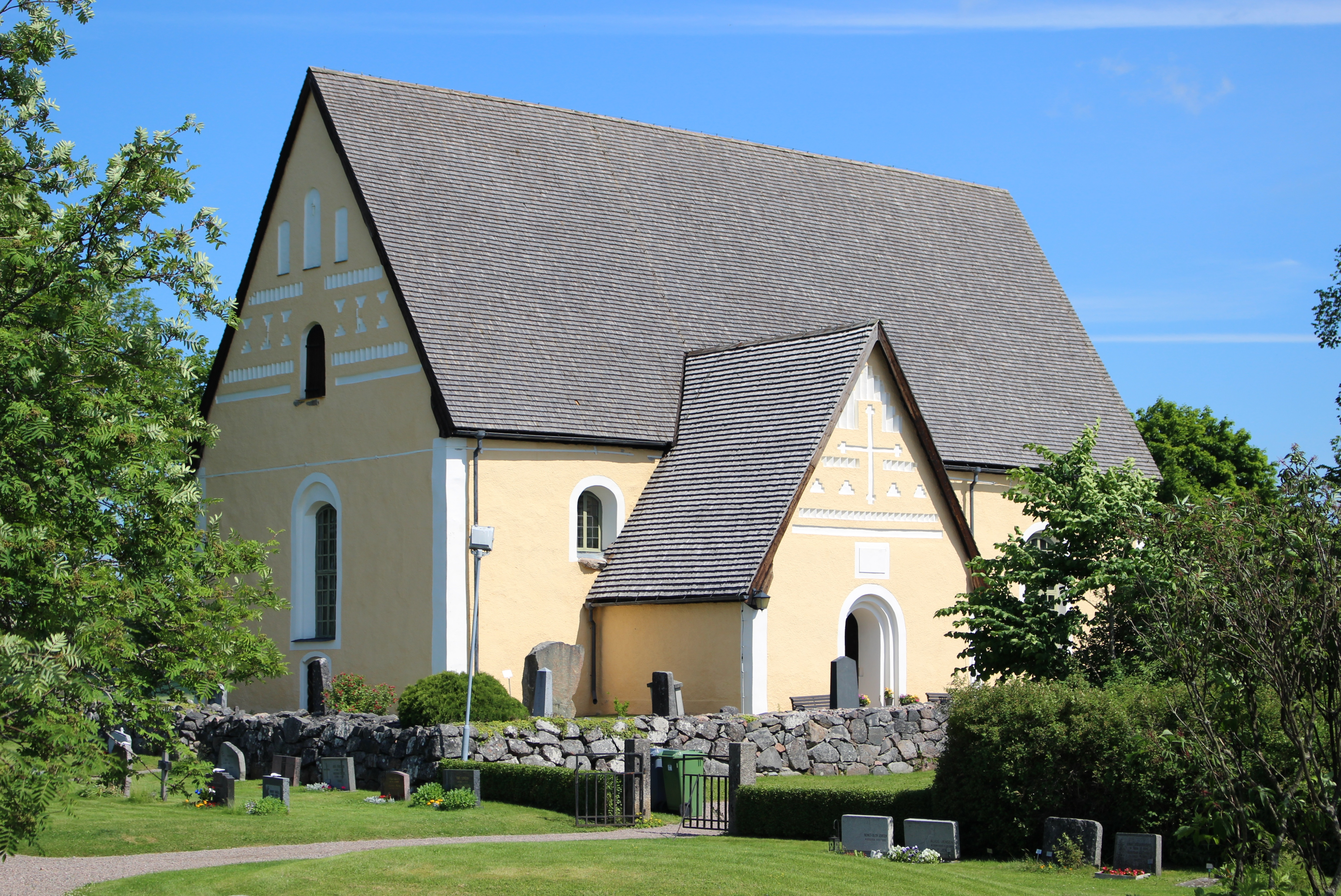
Kyrkan från sydväst
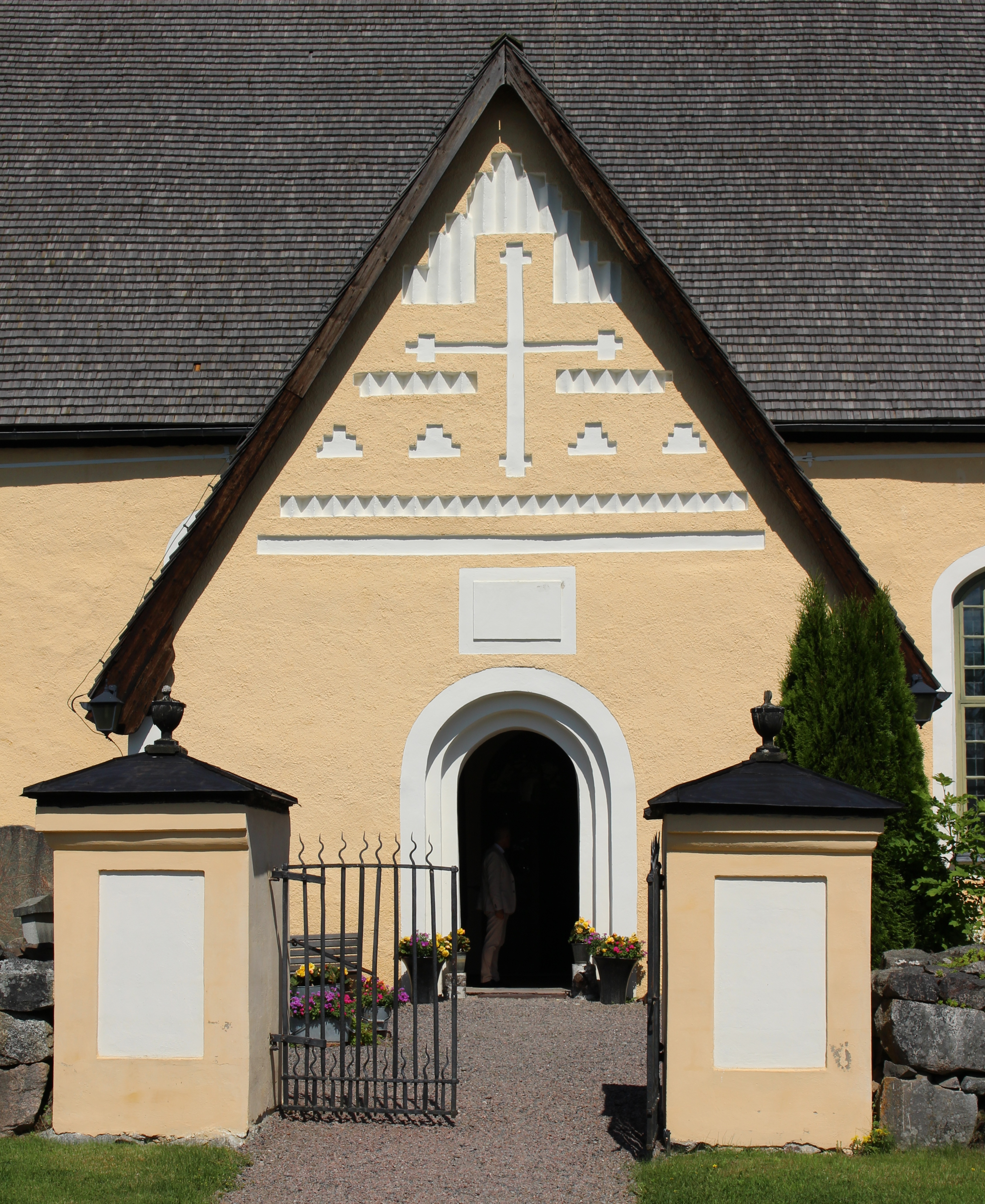
Vapenhus och ingång
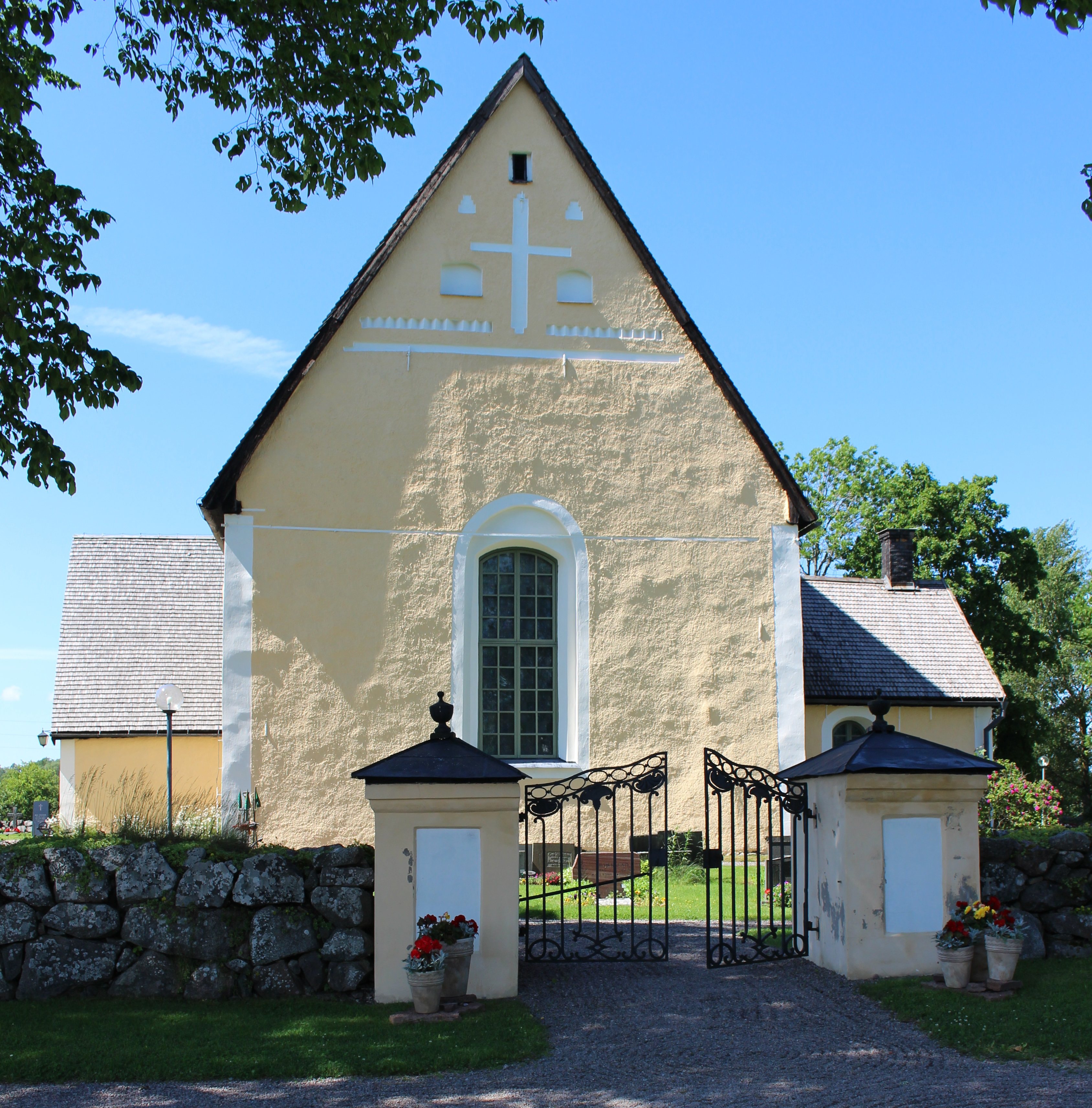
Kyrkan från öster
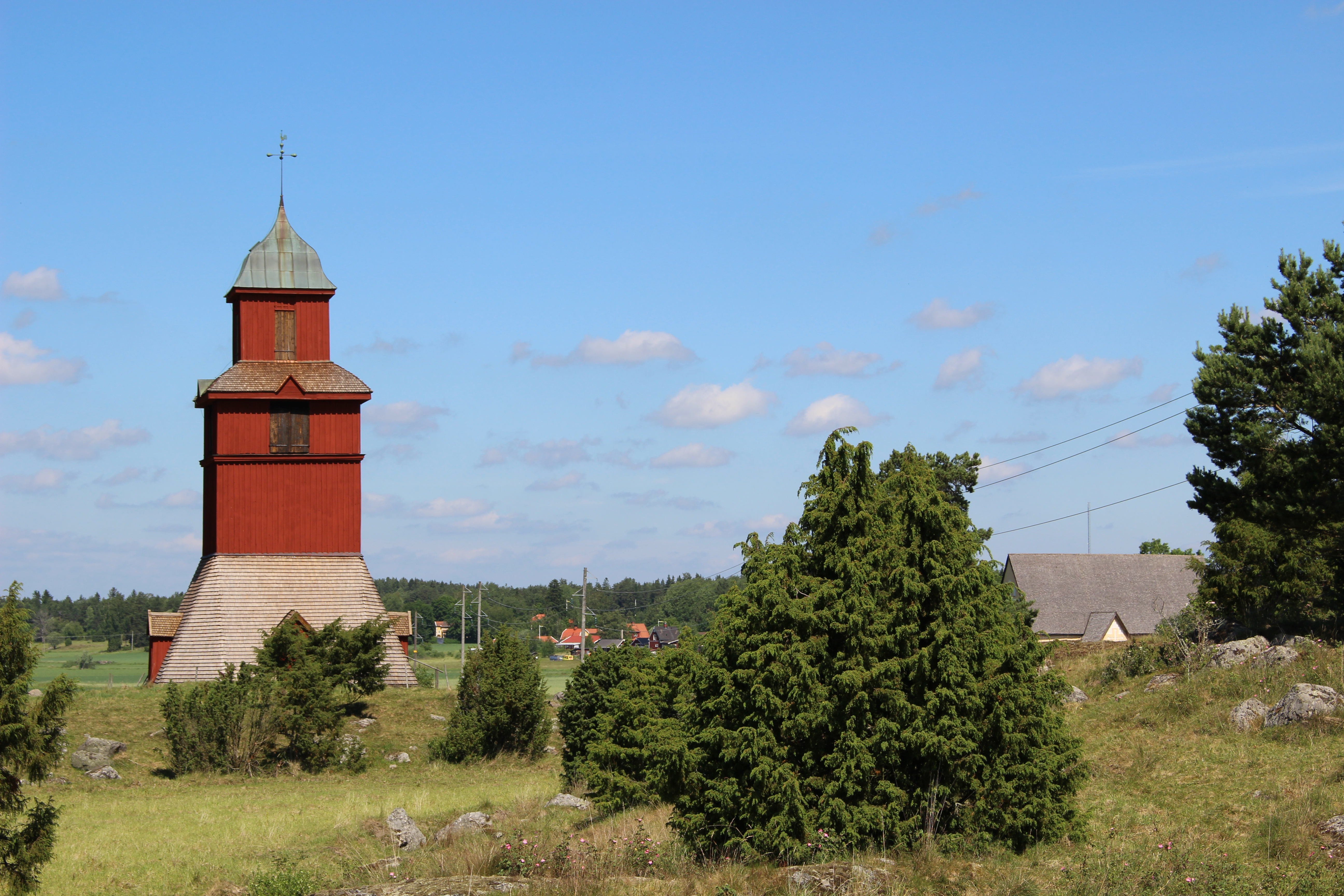
Klockstapel med kyrkan i bakgrunden
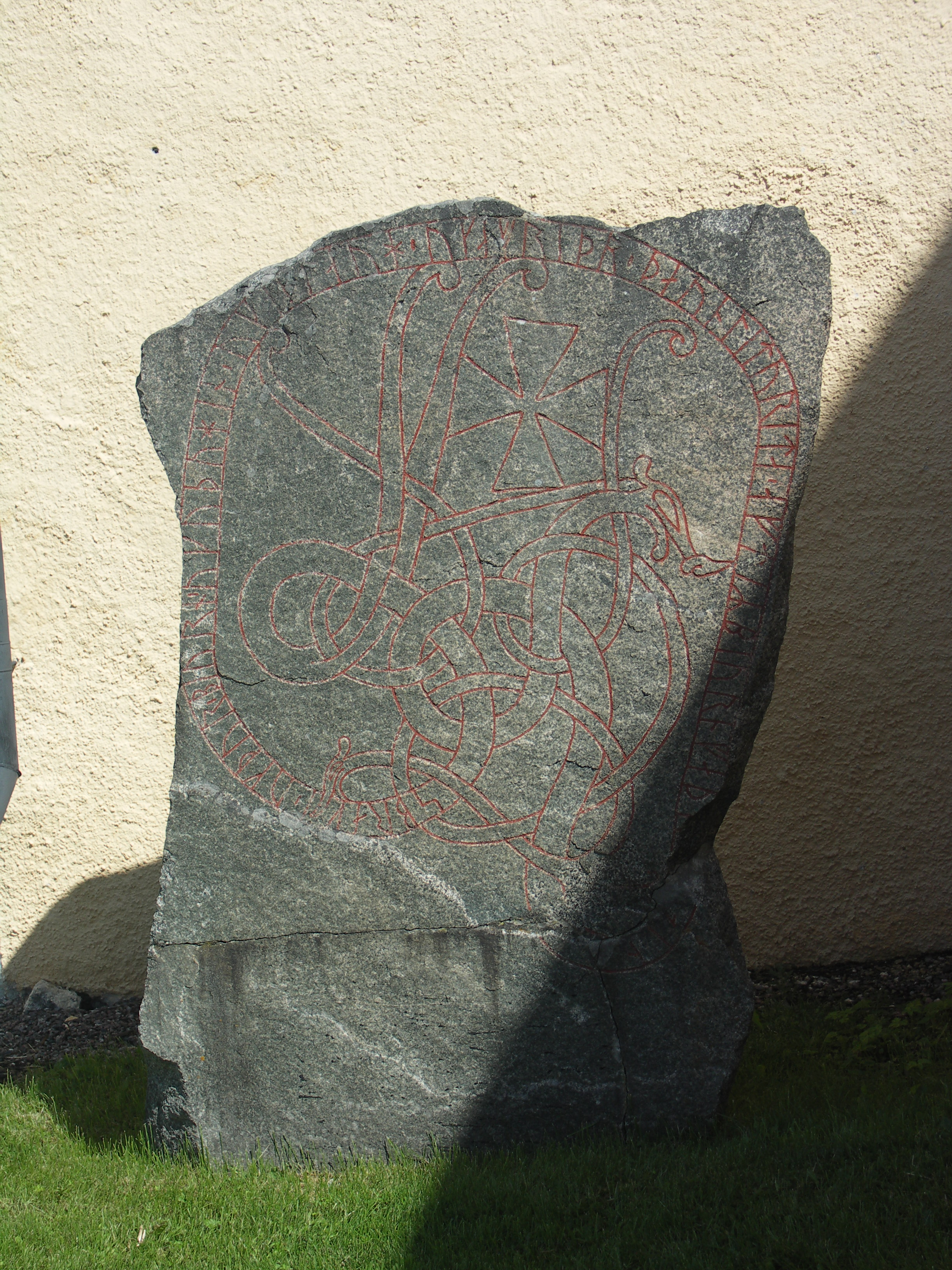
Runsten U 1012

### Fotnoter
1. ↑  U 1012, Samnordisk runtextdatabas.
2. ↑  Åman, Anders (2008). Sigurd Curman : riksantikvarie - ett porträtt. Svenska lärde. Stockholm: Kungl. Vitterhets historie och antikvitets akademien i samarbete med bokförlaget Atlantis. sid. 100. Libris 10599805. ISBN 978-91-7353-220-4
3. ↑  Abrahamsson Hülpers, Abraham (1773) (på Svenska). Historisk Afhandling om Musik och Instrumenter särdeles om Orgwerks Inrättningen i Allmänhet jemte Kort Beskrifning öfwer Orgwerken i Swerige. Västerås: Johan Laurentius Horrn. sid. 255. Libris 2413220

### Webbkällor
- anläggningspresentation
- byggnadspresentation